# 体育中心西站
体育中心西站是南宁轨道交通4号线的地铁车站，位于中华人民共和国广西壮族自治区南宁市良庆区体强路与五象大道交叉口地下，广西体育中心西端。

## 设施

### 结构
体育中心西站设有2层，地面为出入口，地下一层为站厅，地下二层为4号线月台（往洪运路／龙岗）的位置。
| 地面     | 出入口                | 出入口                   |
| 地下一层 | 大堂                  | 客服中心、商店、自助服務 |
| 地下二层 |                       | █ 4号线列車往洪运路方向  |
| 地下二层 | 島式月台              |                          |
| 地下二层 | █ 4号线列車往龙岗方向 |                          |